# Луций Ливий
Луций Ливий (на латински: Lucius Livius) e политик на Римската република от края на 4 век пр.н.е.

## Биография
Произлиза от плебейската фамилия Ливии, която произлиза от Лацио (Latium). През 338 пр.н.е. латинската фамилия приема римско гражданство.
През 320 пр.н.е. той е народен трибун заедно с Квинт Мелий и Тиберий Нумиций. Консули са Луций Папирий Курсор (консул 326 пр.н.е.) и Квинт Публилий Филон. Отмъщава се за голямата загуба на римляните в битката при Каудинийските проходи през 321 пр.н.е. от самнитите по време на Втората самнитска война. Ливий е в опозиция на военачалниците в битката Спурий Постумий Албин Кавдин и Тит Ветурий Калвин.